# Philosophie der Gegenwart
Eine Übersicht über die Philosophie der Gegenwart hat das besondere Problem, ihren Gegenstand überhaupt zu erfassen. Im Vergleich zu den Spezialwissenschaften reagiert das akademische Fach Philosophie eher retrospektiv – beispielsweise Arthur Schopenhauer oder Friedrich Nietzsche wurden erst nach ihrem Tod berühmt.
Die Problematik liegt in der riesigen Auswahl und allgemeinverständlichen Interpretation der lebenden oder kürzlich verstorbenen Philosophen, die nicht selten andere Berufe und ungewöhnliche Perspektiven haben. Die Bewertung der verschiedenen Ansätze ist in der Fachwelt noch nicht gefestigt. Sie erfolgt unter dem Eindruck der Aktualität, des Zeitgeistes. Manchmal ist ein wesentlicher Teil eines Werkes noch nicht veröffentlicht oder haben bedeutende Philosophen ihre Position im Laufe des Lebens geändert.
Festzustellen ist, dass die analytische Philosophie zwar methodisch dominiert, aber in den Themen und Schulen ein ausgeprägter Pluralismus vorzufinden ist. Für alle vorgestellten Richtungen gilt, dass ihre Anfänge in der Philosophie der zweiten Hälfte des 20. Jahrhunderts liegen; vgl. Philosophie des 20. Jahrhunderts.

## Die Situation im deutschen Sprachraum
Die Philosophie der Gegenwart in Deutschland ist einerseits geprägt durch die Universitäten mit ca. 300 Stellen für Philosophie-Professoren, andererseits sind im deutschen Sprachraum sehr bekannte Philosophen keine habilitierten Professoren im Fach Philosophie wie Peter Sloterdijk, Rüdiger Safranski und Norbert Bolz. Der bekannteste lebende deutsche Philosoph ist ohne Zweifel Jürgen Habermas, der als Vertreter der Frankfurter Schule sich schrittweise von dem Hintergrund der Kritischen Theorie löste und mit seinen Schriften „Erkenntnis und Interesse“ sowie „Theorie des kommunikativen Handelns“ grundlegende Diskussionen anstieß.
Neben der dominierenden Debatte zur Philosophie des Geistes in der theoretischen Philosophie haben sich in der Ethik themenspezifische sogenannte Bereichsethiken entwickelt wie Umweltethik, Bioethik oder Technikethik, für die sogar spezifische Lehrstühle existieren. Hinzugekommen sind modernere Fächer wie Kulturphilosophie und Philosophische Anthropologie oder Medienphilosophie. Eine wachsende Bedeutung gewinnt auch die Interkulturelle Philosophie, in der bewusst der Austausch mit Vertretern der islamischen, asiatischen und afrikanischen Welt gesucht wird.
Mittlerweile verbreitet sind Initiativen wie die Philosophische Praxis, die unter anderem von Gerd B. Achenbach, Alexander Dill, Joachim Koch und Günther Witzany (in Österreich 1985) begründet wurde und die das philosophische Gespräch mit jedermann sucht, oder auch freie Philosophen wie Volker Caysa, Wilhelm Schmid, Gerhard Ernst etc.
Aus dem Schatten der großen deutschsprachigen Philosophen des 19. Jahrhunderts wie Ludwig Feuerbach, Karl Marx und Friedrich Engels, sowie des 20. Jahrhunderts wie Ludwig Wittgenstein, Rudolf Carnap, Martin Heidegger, Karl R. Popper, Hans-Georg Gadamer und Theodor W. Adorno ist in der aktuellen Diskussion noch kein prominenter Vertreter herausgetreten.
Zumindest in Deutschland einen guten Namen haben Bernhard Waldenfels und Heinrich Rombach als Vertreter für die Phänomenologie, Ernst Tugendhat und Peter Bieri in der analytischen Philosophie, Peter Janich und Jürgen Mittelstraß im Bereich des Erlanger Konstruktivismus, Karl-Otto Apel in der Diskursphilosophie bzw. im Neopragmatismus und Hans Albert als Vertreter des Kritischen Rationalismus. Gerhard Vollmer machte die Evolutionäre Erkenntnistheorie zu einer prominenten Position. Günter Abel und Hans Lenk entwickelten eine eigenständige erkenntnistheoretische Position des Interpretationismus. Neben Habermas bemüht sich Axel Honneth mit dem Schlüsselbegriff der Anerkennung um die Weiterentwicklung der Kritischen Theorie. Herta Nagl-Docekal ist eine bekannte Vertreterin der feministischen Philosophie. Als Vertreter eines Idealismus kann man Vittorio Hösle nennen und für die Wissenschaftstheorie Paul Hoyningen-Huene. Den Versuch einer postneukantianisch kritisch erneuerten Transzendentalphilosophie haben in einem revidierten Anschluss an Kant Werner Flach, Hans D. Klein, Kurt W. Zeidler unternommen, Harald Holz noch dazu unter Rückgriff auf sachliche Motive auch eines neuplatonisch verstandenen transzendentalen Idealismus (Fichte, Hegel, Schelling), Peter Rohs und Lorenz Puntel unter Einarbeitung von Motiven analytischer Philosophie. Im Bereich der Wissenschaftstheorie sind unter anderem Paul Hoyningen-Huene und Martin Carrier bekannte Namen. Bekannte Vertreter eines rationalen Kritizismus sind Herbert Schnädelbach und Otfried Höffe. Odo Marquard gilt als Vertreter eines modernen Skeptizismus.
Eine gewisse Nähe der gegenwärtigen Philosophie zur allgemeinen politischen Diskussion zeigt die Einrichtung gesetzlich festgelegter Ethikräte bzw. Ethikkommissionen, etwa in Verbindung mit der Erforschung von Stammzellen. Im speziellen medizinischen Fall (Stammzellen) sind von den neun Vertretern der Ethikkommission allerdings fünf aus dem Bereich Medizin/Gentechnik und je zwei aus den Bereichen Theologie und Ethik (Ludwig Siep und Claudia Siepmann), so dass die Kontrollfunktion nur begrenzt sichergestellt ist. In Österreich gibt es gar eine Ethikkommission für die Bundesregierung und eine Bioethikkommission im Bundeskanzleramt. Ein weiteres Thema in diesem Bereich ist die – wenn auch kurze – Tätigkeit von Julian Nida-Rümelin als Staatsminister für Kultur.
Als weitere Strömungen der Gegenwartsphilosophie sind die Bemühungen um Philosophie mit Kindern, die Unternehmensphilosophie und Philosophiedidaktik anzusehen, da in vielen Schulen Philosophie, Ethik oder sogenannter lebenskundlicher Unterricht als Schulfach gelehrt wird. Ein Weg zur Heranführung junger Menschen an das Thema ist die Philosophie-Olympiade, die jährlich in verschiedenen Ländern der Welt stattfindet und für die auf Ebene der Bundesländer in Deutschland ein Vorwettbewerb stattfindet.

## Die Situation in Frankreich und Italien

### Poststrukturalismus / Dekonstruktion
Als poststrukturalistisch wird eine Reihe von Positionen bezeichnet, die in und aus den Werken von Jacques Lacan, Roland Barthes, Julia Kristeva, Louis Althusser und Michel Foucault entwickelt wurden. Der Poststrukturalismus ist eine Denkrichtung, die ihren Ausgangspunkt in einer Kritik des Strukturalismus hat. Der Poststrukturalismus stellt den Strukturbegriff des klassischen Strukturalismus in Frage, der Wandel selbst gerät in den Fokus des Poststrukturalismus und die (politische) Frage danach, wie gesellschaftliche Strukturen und kulturelle Formationen, die mit Macht und Zwang verknüpft sind, verändert werden können. Als jüngere Vertreter, die auch dem Poststrukturalismus bzw. der Postmoderne zuzurechnen sind, kann man Slavoj Žižek, Luce Irigaray, und Jean-Luc Nancy nennen.
Der Strukturalismus wie der Poststrukturalismus wurde direkt wie indirekt von Heidegger geprägt, was zu wesentlichen Kritikpunkten an dieser Theorierichtung führte. Beachtlich ist dabei der Einfluss Heideggers auf die französischen (Post-)Strukturalisten, sowie die inhärente theoretische Nähe v. a. Derridas zur Ontologie.
Jacques Derrida übt in seinem dekonstruktiven Ansatz Kritik an der phänomenologischen Methode, die ebenfalls zu dekonstruieren sei. Dekonstruktion ist dabei keine Methode, sondern Praxis. Dies bedeutet, sie muss nach dem jeweiligen Gegenstand immer anders verfahren und ist nicht immer gleich anwendbar. Dekonstruktion ist theoretisch niemals abgeschlossen.
Vereinfacht gesagt: Fragt ein Poststrukturalist „Warum bin ich so und nicht anders?“, so stellt Derrida die Frage „Warum bin ich ich (einer) und nicht niemand oder mehrere?“
Vielfach wird der Dekonstruktion auch eine ethische Komponente zugesprochen (vgl. Moebius 2003), da sie die Beziehung zum Anderen eröffnet, zu einem bislang Ungedachten oder Ausgeschlossenen. Der Ethikbegriff der Dekonstruktion geht zurück auf die Philosophie von Emmanuel Levinas. Ganz klar äußert sich Derrida dazu. In seinem Text Gesetzeskraft. Der mystische Grund der Autorität (1991) äußert er: „Dekonstruktion ist Gerechtigkeit“.
Auch Richard Rorty kritisiert den Poststrukturalismus als verspielt, da er durch seine ablehnende und kritische Haltung zur Ontologie und Metaphysik deren „erreichte Freiheit“ negiert.
Besonders in den USA entwickelte sich in diesem Sinne eine „dekonstruktivistische“ Schule, die eine Verfallsform von Dekonstruktion als Methode benutzt, um metaphysische Vokabeln innerhalb von Texten zu identifizieren.

#### Jacques Derrida
Jacques Derrida (1930–2004) war ein französischer Philosoph, der als Begründer und Hauptvertreter der Dekonstruktion gilt. Er war von Friedrich Nietzsche, Ferdinand de Saussure, Martin Heidegger, Edmund Husserl, Georges Bataille und Sigmund Freud sowie vom Aufeinandertreffen jüdischer, christlicher und islamischer Denktradition/Mystik beeinflusst.
Nach Derrida ist Dekonstruktion keine Methode, d. h. nach einer bestimmten Vorgehensweise geprägte Philosophie, sondern eine Praxis, die sich immer auf bestimmte, aktuelle Themen bezieht. Dekonstruktion nimmt das Behauptete zur Kenntnis, um sich dann sogleich darauf zu konzentrieren, was dieses Behauptete alles nicht behauptet, auslässt und verneint. Sie richtet den Fokus demnach auf das Nichtgesagte. Dieses soll herausgestellt und konzentriert werden, sodass der Negativabdruck der Aussage deutlich wird.
Deswegen gibt es laut Derrida weder „eine“ Dekonstruktion, noch „die“ Dekonstruktion.
Praktisch kann man sich Dekonstruktion so vorstellen, dass etwa Begriffe und ihre Entstehungsgeschichte hinterfragt, Diskurse auf ihre Sprecher/Schreiber und ihre intrinsischen Bedingungen hin untersucht werden. Dabei kann Dekonstruktion in Text/Theorie am Werk sein, aber auch zum Beispiel im Film, in der Kunst, in der Mode, Musik oder Architektur. Im dekonstruktiven Rahmen ist selbst ein Fußballspiel als „Text“ zu lesen.
Dabei führt er den Leser nicht auf eine Metaebene des Verstehens, er erreicht die Distanz zum dekonstruierten „Text“ zum Beispiel dadurch, dass er die impliziten Annahmen explizit macht, aber auch indem er sonst gängige Begriffe als Zitate einführt. Zentral ist hier seine methodische Ablehnung der Idee einer phonetischen (alphabetischen) Schrift, in der Phonae (Laute) durch Grapheme (bleibende Spuren) als Phoneme (abstrakte Spracheinheiten) repräsentiert werden.
Adaptiert wurde der dekonstruktive Ansatz besonders für sozialwissenschaftliche Theorien, die sich mit Identitäten oder Identifizierungen beschäftigen, wie zum Beispiel die Queer-Theorie oder die feministischen Theorien (Judith Butler) oder Kulturtheorien. Hier werden mittels vereinfachter „Dekonstruktion“ die Stabilitäten und Wesenheiten von Identitäten hinterfragt und nach neuen politischen Wegen gesucht.
In den letzten Werken von Derrida wird immer mehr sein Bezug zum Denken des französischen Philosophen Emmanuel Levinas offenbar, in dessen Mittelpunkt die Beziehung zum Anderen stand. Dieser Andere ist ein singulärer Anderer und ganz anders. Jeder andere ist ganz anders. Von hier aus entwickelt Derrida auch seine Entscheidungstheorie. Jede Entscheidung sei eine passive Entscheidung des Anderen in mir. Ebenso kennzeichnet er die Praxis der Dekonstruktion als die Ermöglichung einer Beziehung oder eines Empfangs des Anderen. Im Gegensatz zu Levinas ist bei Derrida das Andere oder der Andere nicht auf Menschen beschränkt.
Dekonstruktion ist die Hinterfragung der vermeinten Ursprünge, der Grundlegungen und der Grenzen der Vermittlung mittels Zeichen und auch des Schweigens.

#### Michel Foucault
Michel Foucault (1926–1984) war ein französischer Philosoph auf den die Bezeichnung Poststrukturalist am ehesten zutrifft, ebenso ist er als Repräsentant der Postmoderne eingeordnet worden. Viele seiner Ideen gehen auf Friedrich Nietzsche zurück. Er wendet sich zwar gegen eine Logik des fortgeschrittenen Kapitalismus, stellt dabei aber durch eine letztlich fiktionalistische Festschreibung eines Erkennens und Denkens als Täuschung, Lüge, Fiktion kritisches Denken selbst durch Ununterscheidbarkeit in Frage.
In Wahnsinn und Gesellschaft thematisiert er die Geschichte des Wahnsinns, seiner Diagnostizierung und Behandlung. Dabei demonstriert er unter anderem, wie psychische Krankheiten konstruiert wurden – man war nicht schizophren, weil man an einer bestimmten Krankheit litt, sondern weil jemand die Diagnose „Schizophrenie“ stellte. Ab 1975 setzt er sich vertieft mit der Beziehung zwischen Macht und Wissen auseinander. Er grenzt sich nun von seinem früheren, „juridisch-diskursiven“ Machtbegriff ab, nach dem Macht als repressiv verstanden wurde und auf Gehorsam (zum Beispiel gegenüber Gesetzen) abzielte. Die von ihm geprägte „strategisch-produktive“ Machtvorstellung betont dagegen, dass Machtbeziehungen multipel sind, überall entstehen und wirken. Sie sind allen anderen Arten von Beziehungen (zum Beispiel ökonomischen) immanent und durchziehen somit auch kursierendes Wissen.
Foucault hat den sich durch seine Publikationen ziehenden Begriff „Diskurs“ geprägt. Seine Ausführungen zur Diskursanalyse bleiben sehr vage bzw. verändern sich mit der Zeit. Am deutlichsten wird er in der „Archäologie des Wissens“, die er als Methodenreflexion praktisch für seine Kritiker niederschrieb. In den Geistes- und Sozialwissenschaften ist die Diskursanalyse nach wie vor keine ausreichend etablierte Methode, es entstehen jedoch zunehmend Arbeiten, die sich auf Foucault stützen.

#### Paul Ricœur
Paul Ricœur (1913–2005) war ein französischer Philosoph, der mit Reinhart Koselleck und anderen zu den Philosophen gehörte, die es sich zur Aufgabe gemacht haben, Grundbegriffe der Geschichtswissenschaft und Erinnerungskultur zu untersuchen und den Mangel an Selbstreflexion der Historiographie herauszuarbeiten. Auch war er stets bemüht, als Vermittler zwischen den Kulturen und Denktraditionen im angelsächsischen, deutschen und französischen Sprachraum zu wirken. Auch nach seiner Emeritierung 1987 (Paris) und 1990 (Chicago) widmete sich Ricœur weiter geschichtsphilosophischen Untersuchungen im sprachlich-phänomenologischen Kontext. Die Debatte um „Gedächtnis“ und Gedächtniskultur bereicherte er mit dem im Jahre 2000 erschienenen Buch La mémoire, l'histoire, l'oubli (Gedächtnis, Geschichte, Vergessen). Aus historischer, erkenntnistheoretischer und phänomenologischer Sicht untersucht er darin das Problem des Erinnerns und den Zusammenhang mit dem (kulturellen) Gedächtnis.

### Postmoderne
Die Postmoderne bezeichnet eine Epoche und geistig-kulturelle Bewegung, die schwer zu definieren ist, aber weitgehend durch ihre Zurückweisung – nach anderer Meinung Vollendung – der Moderne unterschieden werden kann. Die Postmoderne ist eine Reaktion auf die Moderne. Zeitlich gibt es verschiedene Einordnungen, von ersten Anfängen in den 1960er Jahren, bis hin zum Beginn der 1980er Jahre, als sich die Postmoderne in allen möglichen Alltagsphänomenen (zum Beispiel Mode, Popkultur, Kunst, postmoderne Architektur) offen zu zeigen begann.
Während in der Moderne die avantgardistische Perspektive dominiert, steht in der Postmoderne nicht die Realisierung des Neuen im Mittelpunkt des (künstlerischen) Interesses, sondern eine Rekombination oder neue Anwendung vorhandener Ideen. Die Welt wird nicht auf ein Fortschrittsziel hin betrachtet, sondern als pluralistisch, zufällig, chaotisch und in ihren hinfälligen Momenten angesehen. Ebenso gilt die menschliche Identität als unstabil und durch viele, teils disparate, kulturelle Faktoren geprägt. Die Postmoderne wendet sich gegen Festschreibungen insbesondere ideologischer Art, weshalb ihr andererseits oft der Vorwurf der Beliebigkeit gemacht wird.

#### Gilles Deleuze
Gilles Deleuze (1925–1995) war ein französischer Philosoph der Postmoderne. Seine Schriften entziehen sich der leichten Lesbarkeit, was einem artifiziellen, hochkomplexen und assoziativen Schreibverfahren geschuldet ist.
Deleuze steht in der langen Tradition europäischer Denker, die sich mit der Kritik des Essentialismus beschäftigten (Spinoza, Nietzsche). An dessen Stelle sollte – nach Deleuze – das All-Eine, die Totalität von Allem, die das gesamte physikalische Universum und seine Möglichkeitsbedingungen darstellt, treten. Deleuze richtete sich damit auch gegen den Platonismus, dessen Auffassung war, dass die Dinge der Welt nur unvollkommene Manifestationen von Ideen seien, die selbst vollkommen, ewig und unveränderlich sind. Deleuze setzte dem seine Vorstellung von der Welt des Virtuellen entgegen. Jede Realisierung von Gegenständen in der Welt ist ein Nexus (Ort eines Verbundenseins) von Virtualitäten, die notwendigerweise unvollkommen miteinander interagieren. Da sie unvollkommen sind, stören sie auch die zukünftige Realisierung von Virtualitäten.
Deleuze und Guattari propagieren Heterogenität, Vielheit, nomadische Wissenschaft und den organlosen Körper. Ihr wichtigster Begriff, das Rhizom, soll eine Alternative zum Baum des Wissens bieten, der seit Platon das zentrale Modell für die hierarchische Organisation der Wissenschaften war. Er wurde jedoch vor allem auch in der Medientheorie als Metapher zur Beschreibung von Hypertext-Netzwerken verwendet.

#### Jean-François Lyotard
Jean-François Lyotard (1924–1998) war ein französischer Philosoph und Literaturtheoretiker der Postmoderne in den späten 1970er Jahren. Er beschäftigte sich mit dem Wissen in den hochentwickelten „postindustriellen“ Gesellschaften und prägte hier auch den Begriff der Postmoderne. Er verortet sich selbst in der Sprachtheorie und rekurriert dabei auf Ludwig Wittgenstein und dessen Theorie der Sprachspiele. Für Lyotard läuft Kommunikation in Form eines Spiels mit bestimmten Regeln ab, die je nach Situation neu gesetzt, verändert oder eingehalten werden.
Lyotard unterscheidet zwei Formen von Wissen, das szientifische Wissen – das wissenschaftliche Wissen der Moderne mit ungeklärter Legitimation – und das narrative Wissen: das traditionelle Wissen in Form von Geschichten und Erzählungen, das sich selbst legitimiert. Wissenschaft sieht Lyotard also als neues Sprachspiel, das mit dem Problem der eigenen Berechtigung konfrontiert ist (vgl. Agonistik). Dafür schlägt er zwei mögliche Legitimationserzählungen vor: 1. eine politisch-staatliche (Emanzipation und Aufklärung, Immanuel Kant; emanzipatorischer Dispositiv) und 2. eine philosophische (Deutscher Idealismus, Georg Wilhelm Friedrich Hegel; spekulativer Dispositiv). Nach Lyotard gelingt es beiden „großen Erzählungen“ nicht, sich selbst zu legitimieren; die Moderne sei daher gescheitert, die großen Erzählungen müssten aufgegeben und durch neue Sprachspiele ersetzt werden.
Die Überlegungen Lyotards im Rekurs auf Kant haben massive politische Implikationen, zählt er zu den gescheiterten „Rahmenerzählungen“ doch auch den Marxismus. Er stellt den pluralistischen Liberalismus als alternativlos heraus – nämlich als System der zur Koexistenz verurteilten „unübersetzbaren Diskurse“. Lyotards Philosophie ist der Versuch, Aufklärung und Vernunft um jeden Preis zu retten, etwa vor dem neuerlichen Einbruch der Religion ins Politische.

#### Jean Baudrillard
Jean Baudrillard (1929–2007) war ein französischer Philosoph und Soziologe, der als Kritiker und Theoretiker der Postmoderne über zahlreiche Themen wie Virtualität, Simulation, Cyberspace, Hyperrealität, Fundamentalismus, Globalisierung, Mediengesellschaft, Subjektwerdung und Menschenrechte schrieb. Zudem entwarf er eine Art „Anti-Medientheorie“.
Baudrillards Denken ist bestimmt vom Zeichensystem (Signifikat und Signifikant), in dem Aussagen sich immer mehr von der Wahrheit entfernen, was zum Beispiel die Verführung des Konsumenten möglich macht. Dadurch entsteht ein Raum permanenter Simulation von Realität, die in Hyperrealität (der Auflösung alles Greifbaren, Referentiellen) endet.
Baudrillard liebt es, mathematisch-physikalische Begriffe wie Raum-Zeit, Paralleluniversum usw. in einer Weise zu gebrauchen, die dem gelernten Mathematiker oder Physiker schlicht und einfach sinnlos erscheint. Dabei prallt die Welt der Naturwissenschaftler mit ihren festen Begriffen und klaren Definitionen auf die der Philosophie, die sich mit den Begriffen selber und ihren Bedeutungen, mit Ähnlichkeiten und Analogien in Strukturen auseinandersetzt.

#### Giorgio Agamben
Der italienische Philosoph Giorgio Agamben (* 1942) hat zu Beginn des 21. Jahrhunderts auch in Deutschland Aufmerksamkeit erhalten. Anknüpfend an Martin Heidegger und als Herausgeber von Walter Benjamin nimmt er literarisch zu aktuellen rechtlich-politischen Fragen Stellung. Agamben nähert sich seinen Themen genealogisch. Die Mächtigen seit der Antike versuchen das Individuum in seinen Lebensräumen unter Kontrolle zu bekommen. Als Paradigmen gelten ihm die Konzentrationslager, die Inhaftierung von Asylanten und Guantánamo Bay. Durch solche Ein- und Ausschließungen erzeugt die Gesellschaft laufend Ausnahmezustände und ist in ihrer Reaktion auf den Terrorismus immer mehr in Gefahr, diese Strukturen auf die allgemeinen Lebensverhältnisse zu übertragen. Die Gesellschaft ist im Übergang von der parlamentarischen Demokratie zu einer von der Regierung geprägten Republik.

## Die Situation im anglo-amerikanischen Bereich
Die amerikanische Philosophie ist weitgehend von analytischer Methode geprägt. Zunächst hatte dies Schwerpunkte in den Bereichen Sprachphilosophie und Pragmatismus. Nachdem besonders der Carnap-Schüler Willard Van Orman Quine in verschiedenen Kontexten gezeigt hatte, dass eine Erklärung der Welt im Rahmen des logischen Empirismus nicht durchhaltbar ist, wenden sich analytisch geschulte Theoretiker immer mehr einem breiteren Themenspektrum zu, das alle Themenbereiche und Positionen einschließt, inklusive metaphysischer Fragen.
Dabei wird von einigen in verstärktem Maß auf die klassischen Vertreter des Pragmatismus (Charles S. Peirce, William James und John Dewey) zurückgegriffen. Schon bei Nelson Goodman verband sich eine antirealistische Tendenz mit der These, dass die Menschen in ihrer Vielheit durch Sprache und andere Symbole verschiedene Versionen von Welten erschaffen, also verschiedene „Weisen der Welterzeugung“ existieren. Hier besteht eine gewisse Nähe zum Interpretationismus (s. o.).
Aktuelle Vertreter eines (Neo-)Pragmatismus auf verschiedenen Themenfeldern sind Richard Rorty, Robert Brandom und Hilary Putnam. Insbesondere der von klassischen analytischen Themenfeldern herkommende Rorty hat mit seinem Buch „Der Spiegel der Natur“, in dem er einen radikalen Naturalismus vertritt, eine heftige Diskussion ausgelöst, weil er der Philosophie die Möglichkeit der Erkenntnisbegründung und damit, wie Kritiker meinen, ihre eigene Grundlage abspricht.
Ein wichtiges neueres Themenfeld auch der amerikanischen Philosophie ist die Philosophie des Geistes. Hier wird unter anderem, aber bei weitem nicht nur, die jahrhundertealte Kontroverse diskutiert, ob der Geist vollständig materialistisch bzw. naturalistisch erklärbar und realisiert ist. Eng mit diesem Thema verbunden ist die Frage nach dem Determinismus. Die Zahl der ausgearbeiteten Positionen ist annähernd so groß, wie die Zahl der sich dazu äußernden Philosophen. Dabei haben einzelne Theoretiker, wie zum Beispiel Hilary Putnam, über die Zeit verschiedene, nicht miteinander vereinbare Positionen vertreten. Die jüngste Phase dieser Richtung wird vertreten durch die Arbeiten von Donald Davidson, Michael Dummett, Wilfrid Sellars, Fred Dretske, David Lewis, Saul A. Kripke und vor allem durch John Searle.
In der praktischen Philosophie zog der neokantianische Ansatz von John Rawls in der Philosophie der Gerechtigkeit große Aufmerksamkeit auf sich. In der Ethik haben andererseits die Auffassungen des Australiers Peter Singer – vor allem in Deutschland – heftige Reaktionen ausgelöst. Für ihn hat die ethische Urteilsfindung ausschließlich die Präferenzen aller Betroffenen zu berücksichtigen. Begriffe wie jener der „Person“ sind in diesem Rahmen lediglich abkünftig begründbar. Dies hat im Bereich etwa der Ökologie, der Tierhaltung, der Abtreibung oder der Euthanasie für die heutige Praxis der westlichen Welt sehr ungewohnte Konsequenzen. Daneben existiert eine Vielzahl im Detail anders bestimmter utilitaristischer Positionen neben diversen Alternativen, darunter Neuauflagen etwa von Vertragstheorien ebenso wie von deontologischen Theorien.
Ein anderer „Trend“ im Bereich der Ethik ist die Wiederbelebung der Tugendethik vor allem durch die Briten Philippa Foot und Alasdair McIntyre mit einer strikten Ablehnung sowohl des Utilitarismus als auch der Pflichtethik. Eine auf die Vernunft orientierte Position zur Ethik des Aristoteles entwickelte Martha C. Nussbaum.
Eine naturrechtlich begründete „Ethik der Freiheit“ entwickelte Murray Rothbard.

## Feministische Philosophie
Judith Butler (* 1956) ist Professorin für Rhetorik und vergleichende Literaturwissenschaft und gilt heute als die Vertreterin eines dekonstruktiven Feminismus. Einer von Butlers wichtigsten Beiträgen ist ein performatives Modell von Geschlecht, in welchem die Kategorien „männlich“ und „weiblich“ als Wiederholung von Handlungen verstanden werden, und nicht als natürliche oder unausweichliche Absolutheiten. Diese Beiträge waren auch in der feministischen und kritischen Theoriebildung einflussreich, weil Butler damit die Kategorie „Frau“ als Subjekt des Feminismus in Frage stellte. Dies führte besonders in Deutschland zu erbitterten Debatten innerhalb der feministischen Theorie.
Die Subjektwerdung des Menschen vollzieht sich nach Butler innerhalb gesellschaftlicher (Macht-)Strukturen, wodurch jede Identität im Zusammenhang mit den sozialen/kulturellen Verhältnissen zu denken ist. Judith Butler bedient sich in ihrer Analyse verschiedenster Theorien und Forschungsansätze, unter anderem derer von Sigmund Freud, Louis Althusser und Michel Foucault, wobei letzterer wohl für Butlers gesamtes Werk als prägend anzusehen ist.
Julia Kristeva (* 1941) ist eine feministische Intellektuelle, Psychoanalytikerin, Schriftstellerin und Philosophin, deren Schriften zur Linguistik und zur Sprache die poststrukturalistische Diskussion mitprägten. Schon in den frühen 70ern problematisierte Kristeva die weibliche Identität im Patriarchat. Wegen ihrer Nähe zur Psychoanalyse wurde Kristeva aber von Teilen der feministischen Literaturwissenschaft kritisiert. In jüngerer Zeit hatten ihre Arbeiten Einfluss auf die Theorien der Gender Studies.
Luisa Muraro (* 1940) ist eine italienische Professorin für Philosophie, die eine Vereinigung für Philosophinnen (Diotima) ins Leben rief, die für Feminismus als praktisch gelebte Philosophie steht.

## Neuthomismus und Neuscholastik
Der Neuthomismus als harter Kern der Neuscholastik ist eine breite Strömung der christlichen Philosophie zum Ende des 19. und im 20. Jahrhundert. Papst Leo XIII. hatte mit seiner Enzyklika Aeterni Patris von 1879 den mittelalterlichen Kirchenphilosophen Thomas von Aquin zum ersten Kirchenlehrer ernannt und seine Lehre für jede katholische Priesterausbildung allgemein empfohlen. In der Folge wuchs das Interesse an der mittelalterlichen Scholastik und es entstanden eine ganze Reihe neuthomistischer Philosophien. Herausragende Vertreter dieser Bewegung waren Joseph Maréchal, Jacques Maritain, Étienne Gilson, Johannes B. Lotz und Erich Przywara.